# Ludwig Oeler
Ludwig Oeler var en tysk psalmförfattare som levde efter reformationen.

## Psalmer
- Säll är den man, som icke går (Wol dem Menschen, der)
- Hör migh o Gudh (Erhör mein Wort, mein Red vernimm)
- På tigh förtröstar jagh/ min Gudh (Auf dich, Herr, ist mein Trauer)
- Tu ting, o Gudh! bedz jagh af tigh (Zwei Ding, O Herr, bitt)